# Операція «Дерев'яна нога»
Операція «Дерев'яна нога» (hebr. ‏ רגל עץ, ‎ Miwca Regel Ec, eng Operation Wooden Leg) — ізраїльська операція, проведена 1 жовтня 1985 року, під час якої ізраїльська авіація атакувала штаб-квартиру Організації визволення Палестини. Поселення Хамам аш-Шатт, розташоване на 19-му км від Тунісу.

## Генеза
25 вересня 1985 року троє ізраїльських цивільних були вбиті під час нападу на яхту біля узбережжя Ларнака, Кіпр. Відповідальність за атаку взяв на себе елітний підрозділ ООП, відомий як Force 17. Уряд Ізраїлю вимагав негайної помсти, і штаб-квартира організації в Тунісі стала мішенню.
Організація визволення Палестини обрала Туніс у 1982 році як базу для управління своїми силами під час Першої ліванської війни.

## Атака
Наліт здійснили вісім винищувачів F-15 Eagle, частина з яких була призначена для нападу, частина з яких служила резервним літаком, а решта повинні були супроводжувати групу. 1 жовтня о сьомій ранку винищувачі вилетіли в бік Тунісу. План операції передбачав відстань у 2060 кілометрів, що зробило операцію, здійснену ВПС Ізраїлю, найбільшою з часів операції «Ентеббе» в 1976 році.
Над Середземним морем літаки, які здійснювали авіаудар, зустріли для дозаправки Boeing 707. Ізраїльські літаки скинули керовані бомби на штаб ООП. Протягом всієї операції були доступні гелікоптери, які діяли з кораблів біля Мальти, у разі необхідності евакуації збитих пілотів. Однак їхня допомога виявилася непотрібною.
Штаб ООП було знищено; голова організації Ясір Арафат, якого не було на місці нападу, під час нападу не постраждав. Ізраїль заявив, що було вбито близько 60 членів ООП, у тому числі кілька лідерів Force 17. Крім того, під час рейду було вбито невідому кількість мирних жителів.

## Наслідки
Напад викликав сильне обурення навіть у Сполучених Штатах, близькому союзнику Ізраїлю. Адміністрація Рейгана розкритикувала виправдання нападу як «законної відповіді» на терор. В результаті операції постраждали відносини між США і президентом Тунісу Хабібом Бургібою, а також зрив переговорів між Ізраїлем і Єгиптом щодо прикордонного контролю в Табі.
Резолюція Ради Безпеки ООН 573, схвалена одноголосно (Сполучені Штати утрималися), засудила атаку як грубе порушення суверенітету Тунісу та визнала, що сторона, яка зазнала нападу, мала право отримати відповідну компенсацію.